# Stigmatopteris contracta
Stigmatopteris contracta är en träjonväxtart som först beskrevs av Hermann Christ och fick sitt nu gällande namn av Carl Frederik Albert Christensen. Stigmatopteris contracta ingår i släktet Stigmatopteris och familjen Dryopteridaceae. Inga underarter finns listade.